# كاسترو (بوليا)
قشطرة أو (نقحرة: كاسترو) (بالإيطالية: Castro)‏ هي بلدة وبلدية في مقاطعة لتشه في إقليم بولية في جنوب إيطاليا.

## السكان
في سنة 1861 بلغ عدد السكان 283 نسمة، وتطور العدد ليصل في سنة 2011 لـ 2٬473 نسمة.
يظهر هذا المخطط البياني تطور النمو السكاني لـ قشطرة